# Ani-Mayhem
Ani-Mayhem è un gioco di carte collezionabili basato sul mondo degli anime, venne pubblicato dalla Geneon e da Upper Deck Company per la prima volta nel 1996 sulla scia del successo di Magic: The Gathering.
Le carte di Ani-Mayhem presentano personaggi e ambientazioni provenienti da una varietà di serie e film anime. I primi due set sono composti da più serie animate (come El Hazard e Ranma ½') mentre il terzo e ultimo set è basato interamente su Dragon Ball Z.

## Storia
L'idea originale era di creare un sistema di gioco a tempo indeterminato che potesse consentire a tutti i personaggi degli anime di interagire tra di loro nello stesso gioco di carte. Nonostante i buoni propositi, il gioco non riuscì a sfondare nel mercato: la principale causa dell’insuccesso risiede nelle complesse meccaniche di gioco e nel manuale di istruzioni che, nei primi due set pubblicati, era incompleto e disinformativo. Un altro problema che ha danneggiato il gioco è arrivato dopo la pubblicazione dell'espansione Dragon Ball Z: le carte in questo set erano generalmente molto più potenti delle carte presenti nei precedenti set (0 e 1), portando un grave squilibrio che è stato ulteriormente aggravato dal vasto numero di modifiche alle regole introdotte dalla prima espansione.
Il progetto venne presto abbandonato nel 1997 a causa degli elevati costi di produzione e dallo scarso interesse della gente verso il gioco.

## Set
- Set 0: Bubblegum Crisis, El Hazard, Ranma ½, Chi ha bisogno di Tenchi?
- Set 1: Armitage III, Dominion: Tank Police, Oh, mia dea!, Phantom Quest Corp., Project A-ko
- Set 2: Dragon Ball Z